# Hokm
Hokm es un juego de Barajas (naipes) en el que se utiliza una baraja francesa, que consta de 52 naipes. El juego es una versión del juego Whist de Origen Persa jugado extensamente en Irán (Persia) con dos, tres o cuatro jugadores compitiendo entre ellos cuando se juega entre dos o tres jugadores o bien en dos equipos de 2 cuando se juega a cuatro jugadores.

## Juego y Mecánicas

### Vocabulario
- Hokm = Ley (Es el palo (Corazones / del, Espadas - Picos / pik, Trébol / gishniz or khâj, Diamantes / khesht) escogido por el Hâkem para cada mano)

- Hâkem = Magistrado (Es el Jugador asignado para escoger el Hokm)

### Arreglo
- Cuando se juega a 2 jugadores
  - Los jugadores se posicionan uno en cada lado de la meza Jugando uno contra el otro.

- Cuando se juega a 3 jugadores
  - Los jugadores se posicionan de manera que no puedan ver las barajas de los otros y cada jugador juega contra los otros.

- Cuando se juega a 4 Jugadores
  - Los jugadores se organizan de dos equipos de dos jugadores, posicionándose de manera a estar cara a cara a su compañero.

En todos los casos los jugadores deben de mantener su mano (Juego) secreto de todos los demás jugadores, incluyendo su compañero.

### SeleccionarHâkemy equipos
Hay diferentes métodos utilizados para seleccionar al inicio del juego al Hâkem así como los equipos cuando se juega a 4 jugadores.
- 1. Se da una carta a cada jugador. El jugador con la carta de mayor valor es el Hâkem, quien será el que escoja el Hokm. Al mismo tiempo que el jugador con la segunda carta más alta se vuelve su compañero de juego. En caso de un empate se vuelve a dar una carta a cada jugador hasta lograr un desempate limpio. (Cabe mencionar que este método es el menos popular).

- 2. Se entrega una carta a la vez a los jugadores y esto continua hasta que salgan dos Ases (Ace) el jugador que sacó el primer As (Ace) es el Hâkem y el segundo As (Ace) determina su compañero.

Para esta fase del juego las cartas se dan a los jugadores a la vista y son visibles a todos los demás jugadores.

### El repartidor de cartas
El repartidor de cartas es siempre la persona sentada inmediatamente a la mano izquierda del Hâkem. Este jugador pertenece al otro equipo.

### Reparto de Cartas
- Cuando se juega a 2 jugadores
  - Se reparten 7 cartas a cada jugador, el Hâkem debe de escoger el Hokm con estas cartas basado en las cartas que tiene  (Corazones / del, Espadas - Picos / pik, Trébol / gishniz or khâj, Diamantes / khesht). Una vez elegida el Hokm el otro jugador debe de sacar del juego 2 de sus 7 cartas y el Hâkem 3 de sus cartas.

El resto de las cartas se colocan al centro y cada jugador iniciando por el Hâkem tomara dos cartas las cuales podrá ver solo una a la vez. La carta debe de ser visible en todo momento solo por el jugador que la toma si la carta gusta al jugador se la queda y toma otro que después de verla debe de sacarse del juego y no debe de tomarse en la mano, y es el tuno del segundo jugador. Si la primera carta tomada no gusta se puede sacar del juego y entonces el jugador está obligado a quedarse con su segunda opción. Esto sigue de manera alterna hasta que se acabe la pila de barajas.
El Hâkem es el que tomaría las últimas 2 cartas y como privilegio especial y únicamente las últimas dos cartas puede tomarlas simultáneamente y escoger una de las dos cartas para su mano y sacar la otra del juego.
Cada jugador tendrá 13 Cartas en su mano
- Cuando se juega a 3 jugadores
  - Se debe de eliminar una carta del juego de barajas. Generalmente esta carta es la 2 de cualquier palo (Corazones / del, Espadas - Picos / pik, Trébol / gishniz or khâj, Diamantes / khesht) ya que jerárquicamente es la carta más baja. Se reparten 5 cartas a cada jugador. El Hâkem debe de escoger el Hokm con estas cartas basado en las cartas que tiene  (Corazones / del, Espadas - Picos / pik, Trébol / gishniz or khâj, Diamantes / khesht). Una vez escogido el Hokm el repartidor inicia la repartición de las cartas de 4 en 4 a los jugadores, hasta terminar todas las cartas.

Excepto la carta 2 del palo Escogido, no se saca ninguna otra carta del juego.
Cada jugador tendría 17 Cartas en su mano
- Cuando se juega a 4 jugadores
  - Los compañeros se sientan cara a cara uno del otro. Se reparten 5 cartas a cada uno de los 4 jugadores e grupos de 5 cartas. El Hâkem debe de escoger el Hokm con esas cartas basado en las cartas que tiene  (Corazones / del, Espadas - Picos / pik, Trébol / gishniz or khâj, Diamantes / khesht). Una vez escogido el Hokm el repartidor inicia la repartición de las cartas de 4 en 4 a los jugadores, hasta terminar todas las cartas.

Cada jugador tendrá 13 Cartas en su mano.

### Juego
Jerarquía de cartas
- Más poderoso  =>.......... As (Ace)
- ..................................... Rey
- ..................................... Quina
- ..................................... Joto (Jack)
- ..................................... 10
- ..................................... 9
- ..................................... 8
- ..................................... 7
- ..................................... 6
- ..................................... 5
- ..................................... 4
- ..................................... 3
- Menos poderoso =>....... 2

El juego inicia siempre por el Hâkem quien tiraría una carta del palo de su elección. Los jugadores deben de seguir el palo tirado si es que tienen este palo en su mano. En caso de no tener el palo tirado por el Hâkem varias situaciones son posibles.
- El Hâkem inició el juego con cualquier palo excepto el Hokm (También válido durante el juego para cualquier otro jugador que inicie la mano)
  - Si los jugadores no tienen el palo que tiro el Hâkem pueden tirar cualquier carta de cualquier palo excepto el  Hokm, pero sin importar la jerarquía de la carta tirada pierden.
  - Los jugadores que no tienen el palo que tiro el Hâkem pueden tirar el  Hokm, en este caso sin importar la jerarquía de las cartas el que tiro el Hokm ganaría la mano al menos que alguien más también sin tener el palo jugado utilice el Hokm para ganar la mano en este caso la carta del palo del Hokm más poderoso se lleva la mano.

Nota: La elección de la acción esta totalmente en mano de los jugadores y pueden hacer cualquiera de estas dos acciones.
- El Hâkem inicia el juego con el palo denominado Hokm para la partida (También válido durante el juego para cualquier otro jugador que inicie la mano)
  - En este caso todos los jugadores que no tienen el palo de Hokm sin importar la carta que tiren pierden la mano.

En todos los casos quien se lleva la mano es el que tiene que iniciar la siguiente mano y las mismas reglas aplican para el jugador que inicie la segunda, tercera, cuarta.... mano.
Nota: (EL Hâkem debe de iniciar la primera mano de la partida, los demás manos dependen de quien ganó la última mano, hasta el término de la partida.
El ganador de la partida es el jugador o equipo que gane 7 manos (mitad de 13 redondeado) quien gane la primera partida llegando primero a las 7 manos ganadas será el Hâkem para la siguiente partida.
En caso de juego con 4 jugadores si el equipo del Hâkem ganó la partida, el seguirá siendo el Hâkem en caso de que pierdan la partida la persona inmediata a su derecha se vuelve el nuevo Hâkem y la persona inmediata a su izquierda repartirá las cartas.

### Puntuación
- Cuando se es Hâkem
  - El equipo o jugador es el primero en ganar 7 manos en una partida:   1 punto
  - El equipo o jugador que gana 7 manos en una partida y los demás jugadores o equipos no ganaron ninguna partida: 2 puntos

- Cuando no se es Hâkem
  - El equipo o jugador es el primero en ganar 7 manos en una partida:   1 punto
  - El equipo o jugador que gana 7 manos en una partida y los demás jugadores o equipos no ganaron ninguna partida: 3 puntos

Como caso especial si un equipo gana 7 manos sin que el otro equipo haya podido hacer ningún punto y tiene las cartas correctas para poder ganar otras 6 manos se declararía ganador del juego y el juego se pararía.
El juego termina cuando un jugador o bien un equipo logra ganar 7 puntos (Partidas)

## Estrategia
La estrategia del Juego aun cuando el juego es individual (2 o 3 jugadores) consiste en llegar a 7 puntos antes que los rivales, pero cuidado a pesar de que un jugador tenga en su mano cartas altas (A a 9) esto puede significar no poder ganar el juego. Se requiere de mucha astucia y atención al juego para poder adivinar lo que tienen en su mano los demás jugadores, hay mucha información escondida en el juego ya que solo un jugador tiene la oportunidad de escoger el Hokm y todos los demás deben se seguirlo. Aun cuando se es Hâkem ya que el juego se escoge con solo 5 cartas y aún se tiene que recibir el resto de la mano, se puede perder.
Es importante sobre todo en juego entre equipos, el crear un modo de comunicación con la pareja sin que esta sea hablado o con señas ya que ambos son prohibidos durante el juego. Un equipo funcionaria muy bien solo si los dos jugadores ponen mucha atención al juego y conocen los modos del juego de su equipo así como los contrarios.
En Irán (Persia) este juego es muy popular en especial entre gente mayor.

## Glosario
- Kot:

Ganar una mano sin que los adversarios puedan hacer puntos, esto es llamado Kot y vale 2 puntos.
- Hâkem Koti:

Esto es cuando el Hâkem pierde la partida sin poder ganar siquiera una mano (Lo que generalmente es muy difícil) es llamado Hâkem Koti y vale 3 puntos.
- Hokm Lâzem:

Es el hecho de que un jugador que inicia la mano tire un Hokm esto significa que todos los demás jugadores están obligados a tirar una carta del mismo palo que el Hokm. Recuerde que en caso de no tener el palo se puede tirar cualquier carta que perdería sin importar su rango.
- Boridan:

Literalmente quiere decir 'Cortar' para ganar un punto cuando no se tiene el palo que se está jugando se podría tirar un Hokm para cortar lo que tiro el otro jugador. Sin importar el rango del Hokm tirado esta gana al menos que sea superado por otro jugador con un Hokm de rango más alto.
Rad Kardan:
Literalmente quiere decir 'Dejar pasar'  para no ganar un punto cuando no se tiene el palo que se está jugando se podría tirar cualquier otra carta para dejar pasar lo que tiro el otro jugador. Recuerde que sin importar el rango de la carta tirada pierde y es un punto para los oponentes, esto generalmente se utiliza cuando se está muy seguro que el otro miembro del equipo lo pueda ganar o cortar.
Pâyin Âmadan:
Literalmente quiere decir 'Tirar bajo'. Cuando se juega con una carta baja es porque se calcula que el otro miembro del equipo tiene carta alta del mismo palo y puede ganar la mano.
Bâlâ Âmadan:
Literalmente quiere decir 'Tirar alto'. Es prácticamente lo contrario de 'Tirar bajo', pero también sirve al hecho de obligar a los demás jugadores de tratar de ganar la mano utilizando sus cartas altas
Rafeh Koti:
Cuando un jugador sabe que su mano es muy mala y corre el peligro de sufrir un Kot, trata de hacer un punto al menos, esto es llamado Rafeh Koti lo que literalmente significa evitar el Kot.
En algunos casos cuando un jugador dice esto y si puede ganar una mano y todos los demás jugadores están de acuerdo se da por terminado la mano, dando un punto a los vencedores (Esto es de cierta manera rendirse y agilizar el juego).